# Ikenaga Wataru
Ikenaga Wataru (池永 航 Ikenaga Wataru, sinh ngày 30 tháng 11 năm 1991) là một cầu thủ bóng đá người Nhật Bản. Anh thi đấu cho FC Osaka.

## Sự nghiệp thi đấu
Ikenaga Wataru gia nhập Renofa Yamaguchi FC năm 2014. Năm 2016, anh chuyển đến MIO Biwako Shiga, nhưng sau đó anh thay đổi, ký hợp đồng với FC Osaka vào tháng 1 năm 2017.

## Thống kê câu lạc bộ
Cập nhật đến ngày 20 tháng 2 năm 2017.
| Thành tích câu lạc bộ | Thành tích câu lạc bộ | Thành tích câu lạc bộ | Giải vô địch | Giải vô địch | Cúp                   | Cúp                   | Tổng cộng | Tổng cộng |
| Mùa giải              | Câu lạc bộ            | Giải vô địch          | Số trận      | Bàn thắng    | Số trận               | Bàn thắng             | Số trận   | Bàn thắng |
| Nhật Bản              | Nhật Bản              | Nhật Bản              | Giải vô địch | Giải vô địch | Cúp Hoàng đế Nhật Bản | Cúp Hoàng đế Nhật Bản | Tổng cộng | Tổng cộng |
| --------------------- | --------------------- | --------------------- | ------------ | ------------ | --------------------- | --------------------- | --------- | --------- |
| 2014                  | Renofa Yamaguchi      | JFL                   | 25           | 2            | –                     | –                     | 25        | 2         |
| 2015                  | Renofa Yamaguchi      | J3 League             | 16           | 0            | 0                     | 0                     | 16        | 0         |
| 2016                  | MIO Biwako Shiga      | JFL                   | 19           | 0            | 0                     | 0                     | 19        | 0         |
| Tổng                  | Tổng                  | Tổng                  | 60           | 2            | 0                     | 0                     | 60        | 2         |